# Список объектов, демонтированных в Латвии после вторжения России в Украину
В июне 2022 года Сейм Латвии принял Закон «О запрете экспонирования объектов, прославляющих советский и нацистский режимы, и их демонтаже на территории Латвийской Республики». В июле 2022 года Правительство Латвии утвердило список из 69 советских военных мемориалов, которые подлежат демонтажу, составленный Министерством культуры Латвии, Управлением национального культурного наследия, Латвийским союзом художников и обществом Музея оккупации Латвии. Ко второй половине ноября 2022 года в Латвии были демонтированы 124 советских военных памятника, в том числе все 69 объектов из списка правительства и 55 объектов, которые не входили в список, но были демонтированы по инициативе самоуправлений. Отмечалось, что ещё 70 объектов советского времени «находятся на рассмотрении» в Управлении национального культурного наследия.
Ниже представлен список утраченных объектов, связанных с Советским Союзом и нацистской Германией, демонтированных в Латвийской Республике.

## Список 69 советских военных памятников и мемориалов, демонтированных в 2022 году по решению Правительства Латвии[3][6][7]
| № п/п | Наименование | Расположение | Изображение | Примечание |
| ----- | --- | --- | ----------- | --- |
| 1     | Памятник на месте, где 27 февраля 1945 года произошел бой Западно-Курземского партизанского отряда с нацистами, в котором погиб командир отряда Андрей Мацпанс                                                   | Южно-Курземский край, Лажская волость, хутор Брашас                                                                           |             | демонтирован |
| 2     | Мемориальная доска на месте, где в феврале 1945 года находился лагерь Западно-Курземского партизанского отряда и где произошло столкновение с нацистами                                                          | Южно-Курземский край, Лажская волость, хутор Индраны                                                                          |             | демонтирована |
| 3     | Памятные камни советским разведчикам | Кулдигский край, Алсунгская волость, Алмале                                                                                   |             | демонтированы |
| 4     | Памятный камень на месте, где 1 августа 1944 года воины 347-й стрелковой дивизии форсировали реку Лиелупе | Елгавский край, Яунсвирлаукская волость 56°37′39″ с. ш. 23°50′27″ в. д.                                                       |             | демонтирован |
| 5     | Памятный камень на месте гибели неизвестного бойца в декабре 1944 года | Кулдигский край, Гудениекская волость, Гудениеки                                                                              |             | демонтирован |
| 6     | Памятный камень воинам Западно-Курземского партизанского отряда | Кулдигский край, Гудениекская волость, хутор Крустыни                                                                         |             | открыт 7 сентября 1974 года; демонтирован |
| 7     | Памятник партизанам отряда «Саркана Булта» и фронтовым разведчикам | Кулдигский край, Рендская волость, Озолы 57°02′32″ с. ш. 22°07′46″ в. д.                                                      |             | открыт 7 сентября 1974 года; демонтирован |
| 8     | Памятник защитникам Лиепаи в 1941 году | Лиепая, наб. Яуна Остмала 56°30′49″ с. ш. 21°00′55″ в. д.                                                                     |             | открыт 20 июля 1960 года (скульптор Эгонс Звирбулис, архитектор Янис Лицитис); демонтирован 25 октября 2022 года, передан в Музей оккупации Латвии         |
| 9     | Памятный камень на месте гибели генерал-майора Н. А. Дедаева | Лиепая, ул. Гризупес 56°32′42″ с. ш. 21°04′46″ в. д.                                                                          |             | 24 августа 2022 года демонтирована памятная табличка |
| 10    | Мемориальная стена Среднего форта, где в июне 1941 года находился центральный участок обороны Лиепаи | Лиепая, Средний форт 56°32′34″ с. ш. 21°05′01″ в. д.                                                                          |             | открыта в мае 1966 года; демонтирована |
| 11    | Памятник погибшим талсинским комсомольцам | Талси, ул. Краста, у озера Вилкмуйжас                                                                                         |             | Демонтирован в сентябре 2022 года |
| 12    | Памятный камень на месте, где 14 сентября 1944 года 37-й понтонный батальон 9-й бригады 43-й армии форсировал реку Лиелупе                                                                                       | Межотне, парк усадьбы Межотне 56°26′16″ с. ш. 24°03′05″ в. д.                                                                 |             | демонтирован |
| 13    | Памятник на месте, где воины 166-й стрелковой дивизии форсировали реку Мемеле | Бауский край, Скайсткалнская волость, хутор Брейлены                                                                          |             | демонтирован |
| 14    | Памятник на месте капитуляции частей немецкой армии в мае 1945 года | Южно-Курземский край, Бунка 56°30′00″ с. ш. 21°29′59″ в. д.                                                                   |             | демонтирован |
| 15    | Памятный камень воинам 87-й и 145-й стрелковых дивизий | Южно-Курземский край, Калетская волость, посёлок Калеты 56°21′21″ с. ш. 21°30′13″ в. д.                                       |             | открыт 9 мая 1988 года; демонтирован |
| 16    | Мемориальный камень на месте гибели Героя Советского Союза лейтенанта В. И. Маслова | Южно-Курземский край, Вайнёдская волость 56°25′21″ с. ш. 21°44′34″ в. д.                                                      |             | демонтирован |
| 17    | Памятник на месте гибели советских связистов 16 января 1945 года | Южно-Курземский край, Вайнёде, ул. Райня, 45                                                                                  |             | демонтирован |
| 18    | Памятник на месте гибели советского партизана Витольда Яунтиранса 14 мая 1943 года | Огрский край, Юмправская волость, в лесу в 6 км к югу от посёлка Юмправа                                                      |             | в 2022 году демонтирован, в 2025 распилен, использован в качестве ступеней у Огрского музея истории и искусства                                            |
| 19    | Памятник воинам Красной Армии, освободителям Мазозолской волости | Огрский край, Мазозолская волость, Личупе 56°53′44″ с. ш. 25°25′02″ в. д.                                                     |             | открыт в мае 1975 года; в 2022 году демонтирован, в 2025 распилен, использован в качестве ступеней у Огрского музея истории и искусства                    |
| 20    | Памятник на месте гибели партизана Мартиньша Рудзитиса 18 мая 1943 года | Огрский край, Сунтажская волость, около 1,5 км к северу от Глазниеки, со стороны автодороги Югла — Огре (V968)                |             | в 2022 году демонтирован, в 2025 распилен, использован в качестве ступеней у Огрского музея истории и искусства                                            |
| 21    | Обелиск на месте, где 12 октября 1944 года воины 374-й и 376-й стрелковых дивизий и 285-го отдельного моторизованного батальона особого назначения форсировали Кишэзерс и начали бои за освобождение Риги        | Рига, Межапарк 57°00′47″ с. ш. 24°09′33″ в. д.                                                                                |             | открыт 8 мая 1965 года; разрушен |
| 22    | Памятник на месте, где 29 февраля 1944 года погибли 12 бойцов разведывательной группы майора К. Д. Чугунова | Лудзенский край, Голышевская волость, деревня Малые Баты                                                                      |             | демонтирована |
| 23    | Мемориальная доска на месте, где 1 апреля 1943 года произошёл бой партизанского отряда «Лиесма» с нацистами | Лудзенский край, Малнавская волость, 10-й км дороги Малнава — Брижовка                                                        |             | демонтирована |
| 24    | Памятник на месте, где 26 июня 1941 года погиб экипаж самолёта старшего лейтенанта М. В. Яковлева | Краславский край, Комбульская волость, посёлок Бауришкас 55°59′29″ с. ш. 27°13′03″ в. д.                                      |             | демонтирован |
| 25    | Памятник на месте, где в ночь с 12 на 13 октября 1944 года полки 12-го гвардейского и 122-го стрелкового корпусов начали решающее наступление за освобождение Риги                                               | Рига, Румбула, ул. Маскавас 56°53′03″ с. ш. 24°14′28″ в. д.                                                                   |             | демонтирован |
| 26    | Памятный камень на месте, где 12 октября 1944 года воины 374-й и 376-й стрелковых дивизий и 285-го отдельного моторизованного батальона особого назначения начали форсирование Кишэзерса                         | Рига, Яунциема гатве 57°02′12″ с. ш. 24°10′42″ в. д.                                                                          |             | открыт 11 октября 1974 года; разрушен |
| 27    | Самолет Ил-28 (1978) — памятник летчикам 1-го гап ВВС Балтийского флота, бомбившим Берлин с 7 августа по 5 сентября 1941 года                                                                                    | Марупский край, Марупская волость 56°55′12″ с. ш. 23°56′51″ в. д.                                                             |             | демонтирован 27 июля 2022, передан в Рижский музей авиации                                                                                                 |
| 28    | Мемориальная доска и дзот на месте гибели Героя Советского Союза Я. М. Кундера | Салдусский край, Блиденская волость 56°41′52″ с. ш. 22°40′35″ в. д.                                                           |             | доска демонтирована |
| 29    | Памятный камень с надписью «В марте — мае 1945 года под Каулачи сражался 8-й Эстонский стрелковый корпус Красной Армии»                                                                                          | Салдусский край, Ремтская волость, посёлок Каулачи                                                                            |             | демонтирован |
| 30    | Памятник воинам 8-й гвардейской стрелковой дивизии Красной Армии с надписью «Здесь 9 мая 1945 года воины 8-й гвардейской дивизии имени И. В. Панфилова победно завершили бои с немецко-фашистскими захватчиками» | Салдусский край, посёлок Пампали                                                                                              |             | открыт 9 мая 1982 года; демонтирован |
| 31    | Место боя 31 июля 1944 года у станции Папарде — памятники воинам 3-го Прибалтийского фронта и Герою Советского Союза В. М. Узу                                                                                   | Алуксненский край, Аннинская волость 57°18′24″ с. ш. 26°59′57″ в. д.                                                          |             | демонтированы |
| 32    | Барсучья гора — место, где с 17 марта по 27 августа 1944 года находился штаб 1-й Латвийской партизанской бригады                                                                                                 | Алуксненский край, Лиепнинская волость                                                                                        |             | демонтирован |
| 33    | Памятник на месте боя, где 15 января 1944 года партизаны отдельного взвода 4-го отряда 1-й Латвийской партизанской бригады разгромили карательную экспедицию немецкой армии                                      | Алуксненский край, Алсвикская волость, к западу от посёлка Резака                                                             |             | открыт 21 сентября 1968 года; похищен |
| 34    | Памятник воинам 364-й Сибирско-Омско-Тосненской краснознамённой стрелковой дивизии — освободителям Алуксне от фашистских захватчиков                                                                             | Алуксненский край, Яуналуксненская волость 57°24′59″ с. ш. 27°05′27″ в. д.                                                    |             | открыт 18 августа 1979 года; демонтирован |
| 35    | Мемориальный камень, где 24 февраля 1944 года был убит секретарь подпольной организации КПЛ Аннинской волости и партизанский связной Хуго Мейерс                                                                 | Алуксненский край, Яунаннинская волость, хутор Межтекас                                                                       |             | демонтирован |
| 36    | Памятник на месте гибели Героя Советского Союза Н. И. Луговцева | Алуксненский край, Лиепнинская волость 57°20′43″ с. ш. 27°26′01″ в. д.                                                        |             | открыт в 1975 году; демонтирован |
| 37    | Памятники Герою Советского Союза Отомару Ошкалнсу и писателю Юлию Ванагсу | Алуксненский край, Лиепна 57°20′41″ с. ш. 27°27′55″ в. д. 57°20′41″ с. ш. 27°27′56″ в. д.                                     |             | демонтированы |
| 38    | Памятник на месте, где 9 сентября 1943 года погибли партизаны Язепс Цацурс и Юрис Ниедра | Алуксненский край, Лиепнинская волость                                                                                        |             | демонтирован |
| 39    | Памятник на месте, где в 1942—1944 годы находился штаб 4-го отряда 1-й Латвийской партизанской бригады | Алуксненский край, Малупская волость, Моховой островок                                                                        |             | открыт в 1964 году; демонтирован |
| 40    | Мемориальный камень на месте, где 3 июля 1941 года погиб сотрудник милиции Артур Лидумс | Гулбенский край, Белявская волость, хутор Абелтыни 57°23′15″ с. ш. 26°40′39″ в. д.                                            |             | открыт 9 мая 1975 года; демонтирован |
| 41    | Памятник на месте, где 18 июля 1943 года погиб командир Северо-Латвийского партизанского отряда Волдемарс Эзерниекс и четверо партизан                                                                           | Гулбенский край, Белявская волость, посёлок Летес                                                                             |             | открыт 18 июля 1969 года на месте братской могилы партизан (перезахоронены в 1984 году); демонтирован                                                      |
| 42    | Памятный камень на месте, где 20 сентября 1944 года погиб майор Красной Армии Пётр Григорьевич Яковенко | Гулбенский край, Друвиенская волость, у дороги Друвиена — Ранка возле хутора Межклейвас                                       |             | открыт в 1969 году; демонтирован |
| 43    | Памятный камень на месте, где части Красной Армии форсировали Гаую в сентябре 1944 года | Смилтенский край, Гауйиенская волость, у хутора Яунрамниеки 57°34′29″ с. ш. 26°20′58″ в. д.                                   |             | открыт 28 сентября 1984 года; демонтирован |
| 44    | Памятный камень делегату Народного совета Латвии (1918) Николаю Свемпсу и партизанам Иманту Судмалису и Малдису Скрейе                                                                                           | Гулбенский край, Стамериенская волость, Стамериена 57°14′20″ с. ш. 26°52′56″ в. д.                                            |             | демонтирован |
| 45    | Памятный камень на месте сражения Красной армии и германской армии 8 мая 1945 года | Тукумский край, Яунсатская волость, хутор Тинкатас                                                                            |             | демонтирован |
| 46    | Памятный камень на месте гибели 31 мая 1942 года разведчика Красной Армии Болеслава Слосманиса | Валмиерский край, Сканькалнская волость                                                                                       |             | открыт 9 мая 1975 года; демонтирован |
| 47    | Памятник на месте гибели Героя Советского Союза М. В. Ковалёва | Валмиерский край, Коценская волость                                                                                           |             | демонтирован |
| 48    | Памятник освободителям Краславы | Краслава, сквер 55°53′48″ с. ш. 27°10′07″ в. д.                                                                               |             | открыт в 1975 году на месте братской могилы полковников А. А. Сморугова и В. П. Степанова, перезахороненных на братском кладбище; демонтирован             |
| 49    | Памятник освободителям Лудзы | Лудза 56°32′49″ с. ш. 27°43′09″ в. д.                                                                                         |             | открыт 8 мая 1975 года; демонтирован |
| 50    | Памятник на месте, где 18 и 19 июля 1944 года сражалась группа советских воинов во главе с Героем Советского Союза Х. Р. Ахметгалиным на высоте Сунуплява                                                        | Лудзенский край, Рунденская волость 56°17′16″ с. ш. 27°50′19″ в. д.                                                           |             | демонтирован |
| 51    | Памятник советским воинам — освободителям Резекне от немецко-фашистских захватчиков | Резекне, ул. Латгалес 56°30′01″ с. ш. 27°19′43″ в. д.                                                                         |             | открыт 3 июня 1976 года (скульпторы Отто Калейс и Ояр Силиньш, архитектор Элмар Салгус); демонтирован 9 ноября 2022 года, передан в Музей оккупации Латвии |
| 52    | Монумент «Курган Дружбы» (1959) в память о сотрудничестве партизанских отрядов времён Великой Отечественной войны русского, белорусского и латышского народов                                                    | Лудзенский край, Пасиенская волость 56°10′15″ с. ш. 28°09′04″ в. д.                                                           |             | демонтированы мемориальные стелы в латвийской части мемориала                                                                                              |
| 53    | Мемориальная доска на месте, где 17 октября 1942 года в бою с фашистами погиб командир Освейской партизанской бригады Владимир Симацкий                                                                          | Лудзенский край, Пасиенская волость 56°10′23″ с. ш. 28°07′22″ в. д.                                                           |             | демонтирована |
| 54    | Памятник воинам партизанского полка «За Советскую Латвию» | Балвский край, Балтинава 56°56′34″ с. ш. 27°38′37″ в. д.                                                                      |             | демонтирован |
| 55    | Памятник советским партизанам | Балви 57°07′51″ с. ш. 27°15′52″ в. д.                                                                                         |             | открыт 11 июня 1961 года (скульптор Леонид Кристовский, архитектор Андрей Холцманис); демонтирован                                                         |
| 56    | Мемориал на месте партизанского лагеря, где в марте 1944 года находился 1-й отряд 1-й Латвийской партизанской бригады                                                                                            | Балвский край, Тылжинская волость, лес Грейвас (Нумернский)                                                                   |             | демонтирован |
| 57    | Место гибели 19 июля 1944 года младшего сержанта 5-го танкового корпуса В. И. Аксёнова | Краславский край, Константиновская волость, у хутора Богданы                                                                  |             | откры 19 июля 1974 года; демонтирован |
| 58    | Мемориальная доска в честь партизан, разгромивших 12 июня 1942 года Шкяунскую волостную управу и полицейский участок                                                                                             | Краславский край, Шкяуне |             | демонтирована |
| 59    | Мемориал красноармейцам | Даугавпилс, бывший сквер Славы 55°52′38″ с. ш. 26°32′58″ в. д.                                                                |             | открыт 26 июля 1969 года (скульптор Индулис Фолкманис, архитектор Валдис Калниньш); демонтирован 31 октября                                                |
| 60    | Памятник воинам 360-й стрелковой дивизии и всем погибшим в боях за город Даугавпилс | Даугавпилс, шоссе A13 55°53′17″ с. ш. 26°34′45″ в. д.                                                                         |             | демонтирован 31 октября |
| 61    | Плита на месте гибели 27 июня 1941 года лётчика старшего лейтенанта Ивана Семёновича Шафороста | Аугшдаугавский край, Деменская волость, у хутора Краукли                                                                      |             | демонтирована |
| 62    | Памятник Героям Советского Союза К. И. Орловскому и И. Н. Морозу | Аугшдаугавский край, Малинова 55°59′28″ с. ш. 26°41′29″ в. д.                                                                 |             | разрушен |
| 63    | Памятник на месте, где 30 июня 1941 года погиб экипаж Героя России П. С. Игашова | Аугшдаугавский край, Науенская волость, у посёлка Крауя 55°54′09″ с. ш. 26°38′09″ в. д.                                       |             | демонтирован; на Братском кладбище в Даугавпилсе имеется кенотаф экипажу Игашова                                                                           |
| 64    | Памятник воинам 41-й танковой бригады и 510-го стрелкового полка — освободителям Ницгале от немецко-фашистских захватчиков в 1944 году                                                                           | Аугшдаугавский край, Ницгале 56°08′04″ с. ш. 26°21′55″ в. д.                                                                  |             | открыт в мае 1985 года; демонтирован |
| 65    | Памятник на месте гибели 16 июля 1944 года экипажа штурмовика Ил-2 В. С. Фетисова и Н. М. Склярова | Аугшдаугавский край, Силене 55°44′57″ с. ш. 26°47′18″ в. д.                                                                   |             | открыт 7 мая 1971 года; демонтирован |
| 66    | Памятник красноармейцам | Мадонский край, Ошупская волость, Гайгалиеши, на северо-западной стороне шоссе Мурниеки — Гайгалиеши (V903), у канала Мейрану |             | демонтирован |
| 67    | Памятник на месте, где 10 — 13 августа 1944 года 341-й гвардейский стрелковый полк Красной Армии форсировал Айвиексте                                                                                            | Мадонский край, Баркавская волость 56°46′33″ с. ш. 26°31′42″ в. д.                                                            |             | демонтирован |
| 68    | Памятник секретарям Коммунистической партии Латвии в Лиепае Микелису Буке и Янису Зарсу | Южно-Курземский край, Медзская волость 56°37′48″ с. ш. 21°02′56″ в. д.                                                        |             | демонтирован |
| 69    | Памятник на месте, где 14 октября 1944 года части 7-го гвардейского и 130-го Латышского стрелковых корпусов Красной Армии прорвались в тыл фашистских войск                                                      | Марупский край, Тирайне 56°53′23″ с. ш. 24°04′21″ в. д.                                                                       |             | демонтирован |

## Иные демонтированные объекты
| № п/п | Наименование | Расположение | Изображение | Примечание |
| ----- | --- | --- | ----------- | --- |
| 1     | Памятный камень с надписью «26 сентября 1944 года советская армия освободила Мадлиену от немецко-фашистских захватчиков»                                                 | Огрский край, Мадлиена 56°50′49″ с. ш. 25°09′15″ в. д.                                                             |             | установлен в 1986 году; демонтирован в апреле 2022 года; распилен, использован в качестве ступеней у Огрского музея истории и искусства                                                        |
| 2     | Памятный камень с надписью «Здесь с 6 по 11 октября 1944 года находился командный пункт 1242 стрелкового полка 374 дивизии во время боев за освобождение Риги»           | Адажи, за мостом через Гаую 57°04′55″ с. ш. 24°20′17″ в. д.                                                        |             | демонтирован в порядке частной инициативы в апреле 2022 года |
| 3     | Памятник на месте, где 10 сентября 1943 года погибли советские десантники-разведчики                                                                                     | Бауский край, Иецавская волость, хутор Вилейкас                                                                    |             | демонтирован в мае 2022 года |
| 4     | Памятник воинам 15-го истребительного авиационного полка | Рига, ул. Ильгюциема, 6 56°57′46″ с. ш. 24°03′11″ в. д.                                                            |             | остатки постамента демонтированы в мае 2022 года |
| 5     | Памятный камень на месте, где 28 июля 1944 года под командованием Г. Г. Галузы начались бои за освобождение Елгавы                                                       | Елгавский край, Платонская волость 56°34′22″ с. ш. 23°42′50″ в. д.                                                 |             | открыт в мае 1974 года; демонтирован 9 мая 2022 года, доска передана в Елгавский музей |
| 6     | Памятный камень на месте, где 29 июля 1944 года воины 8-й гвардейской механизированной бригады форсировали реку Тервете                                                  | Елгавский край, Залениекская волость, хутор Калны 56°30′58″ с. ш. 23°29′06″ в. д.                                  |             | демонтирован в мае 2022 года |
| 7     | Памятный камень воинам 735-го стрелкового полка 166-й стрелковой дивизии — освободителям Бауски                                                                          | Бауска, ул. Кална 56°24′46″ с. ш. 24°10′58″ в. д.                                                                  |             | доска снята частным лицом в мае 2022 года |
| 8     | Мемориал освободителям Екабпилса и Героям Советского Союза | Екабпилс, ул. Ригас 56°30′23″ с. ш. 25°51′46″ в. д.                                                                |             | открыт 7 ноября 1976 года (скульптор Лев Буковский, архитектор Гунар Асарис); демонтирован 13 июня 2022 года                                                                                   |
| 9     | Братская могила гвардии генерал-майора С. П. Куприянова и гвардии полковников Г. К. Шарикалова и С. Г. Газеева                                                           | Екабпилс, ул. Ригас 56°30′21″ с. ш. 25°51′48″ в. д.                                                                |             | останки эксгумированы 14 июня 2022 года и перезахоронены 19 августа 2022 года на братском кладбище                                                                                             |
| 10    | Памятный камень Теодору Нетте, латышскому стрелку, дипломатическому курьеру Наркоминдела СССР, погибшему на железнодорожном перегоне между станциями Икшкиле и Саласпилс | Огрский край, станция Икшкиле 56°50′22″ с. ш. 24°30′19″ в. д.                                                      |             | демонтирован в ночь с 17 на 18 августа 2022 года; в 2025 году распилен, использован в качестве ступеней у Огрского музея истории и искусства                                                   |
| 11    | Памятник воинам Советской Армии — освободителям Советской Латвии и Риги от немецко-фашистских захватчиков                                                                | Рига, парк Победы 56°56′12″ с. ш. 24°05′09″ в. д.                                                                  |             | разрушен 22 — 25 августа 2022 года |
| 12    | Памятная доска на месте гибели разведчика Мартиньша Поги 8 октября 1942 года                                                                                             | Рига, ул. Яня Асара, 15 56°57′23″ с. ш. 24°09′22″ в. д.                                                            |             | демонтирована в ноябре 2022 года |
| 13    | Скульптура Героя Советского Союза Иманта Судмалиса | Лиепая, сад Лиепайского музея 56°30′39″ с. ш. 21°00′07″ в. д.                                                      |             | перенесена в музей в 1995 году после демонтажа памятника Судмалису (1978, скульпторы Гайда Грундберга и Валдис Албергс); демонтирована 15 декабря 2022 года, передана в Музей оккупации Латвии |
| 14    | Доска на месте расстрела в октябре 1905 года революционеров Вольфа и Керна                                                                                               | Сабиле, ул. Вентспилс, 14 57°02′53″ с. ш. 22°34′14″ в. д.                                                          |             | демонтирована в декабре 2022 года |
| 15    | Памятный камень на месте расстрела в 1919 году советского активиста Похевица                                                                                             | Сабиле, ул. Кулдигас 57°02′37″ с. ш. 22°34′17″ в. д.                                                               |             | демонтирован в декабре 2022 года |
| 16    | Памятный камень на месте расстрела в 1919 году советских активистов Робата и Фланцендорфа                                                                                | Сабиле, ул. Лачплеша 57°02′37″ с. ш. 22°34′07″ в. д.                                                               |             | демонтирован в декабре 2022 года |
| 17    | Элемент фасадного декора | Рига, ул. Калнциема, 57 56°56′28″ с. ш. 24°03′31″ в. д.                                                            |             | изображения серпов с молотами и звёзд сбиты в ноябре 2022 года |
| 18    | Элемент фасадного декора | Рига, Бривибас гатве, 318 56°58′45″ с. ш. 24°11′15″ в. д.                                                          |             | изображения серпов с молотами сбиты в ноябре 2022 года |
| 19    | Памятник землякам, погибшим в Великую Отечественную войну | Сабиле, ул. Талсу 57°02′47″ с. ш. 22°34′25″ в. д.                                                                  |             | демонтирован в январе 2023 года |
| 20    | Доска на доме, где с 1889 по 1891 годы учился И. И. Вацетис | Кулдига, ул. Вентспилс, 16 56°58′22″ с. ш. 21°57′57″ в. д.                                                         |             | демонтирована |
| 21    | Доска на доме, где с 27 января по 13 февраля 1919 года работал Кулдигский революционный военный комитет                                                                  | Кулдига, ул. Кална, 25 56°58′10″ с. ш. 21°58′26″ в. д.                                                             |             | демонтирована |
| 22    | Доска на доме, где в 1905 году жил Ж. А. Миллер (Янис Шепте) | Кулдига, ул. Базницас, 10 56°58′07″ с. ш. 21°58′14″ в. д.                                                          |             | демонтирована |
| 23    | Доска переводчикам Манифеста Коммунистической партии на латышский язык                                                                                                   | Кулдига, ул. Лиепаяс, 31 56°58′07″ с. ш. 21°57′53″ в. д.                                                           |             | демонтирована |
| 24    | Доска жертвам Ландесвера в 1919 году | Кулдига, ул. Базницас, 14 56°58′08″ с. ш. 21°58′15″ в. д.                                                          |             | демонтирована |
| 25    | Доска на доме, где в январе 1919 года состоялась 2-я конференция Курземской организации СДЛК                                                                             | Кулдига, ул. Вентспилс, 43 56°58′27″ с. ш. 21°57′46″ в. д.                                                         |             | демонтирована |
| 26    | Памятный камень подпольщику Эдуарду Упеслее и ученикам Алсунгской школы, погибшим в Великую Отечественную войну                                                          | Алсунга, ул. Сколас, 11А 56°58′41″ с. ш. 21°33′52″ в. д.                                                           |             | демонтирован |
| 27    | Памятник на месте гибели 16 января 1919 года командира разведотряда латышских красных стрелков Юлия Винделя                                                              | Ауце, ул. Райня 56°27′29″ с. ш. 22°53′19″ в. д.                                                                    |             | открыт в январе 1969 года; демонтирован |
| 28    | Памятник А. С. Пушкину | Рига, парк Кронвалда 56°57′21″ с. ш. 24°06′15″ в. д.                                                               |             | демонтирован 30 мая 2023 года |
| 29    | Памятный камень участникам Великой Отечественной войны | Даудзесская волость, Даудзесе 56°28′30″ с. ш. 25°13′08″ в. д.                                                      |             | открыт в 1967 году; повален в июле 2023 года, демонтирован |
| 30    | Памятник революционерам и бойцам истребительных батальонов | Бауский край, Курменская волость, Курмене 56°25′16″ с. ш. 24°49′28″ в. д.                                          |             | демонтирован, 4 мая 2023 года на его месте открыт памятный знак национальным партизанам |
| 31    | Памятный камень Зенте Озоле | Рига, во дворе Рижской государственной немецкой гимназии, ул. Агенскална, 21 56°56′47″ с. ш. 24°03′46″ в. д.       |             | демонтирован |
| 32    | Бюст М. В. Келдыша | Рига, напротив главного здания Латвийского университета 56°57′02″ с. ш. 24°06′56″ в. д.                            |             | демонтирован в ночь на 3 ноября 2023 года, передан на склад Рижского агентства по памятникам                                                                                                   |
| 33    | Памятная доска на доме, где в январе-феврале 1919 года находился штаб 2-го Латышского стрелкового полка Красной армии                                                    | Салдус, ул. Стрикю, 7 56°39′54″ с. ш. 22°29′40″ в. д.                                                              |             | демонтирована |
| 34    | Памятник Герою Советского Союза Я. Л. Райнбергу | Саулкрастский край, Сейская волость, у Мурьянской спортивной гимназии 57°08′40″ с. ш. 24°40′35″ в. д.              |             | открыт 15 января 1972 года; демонтирован |
| 35    | Памятник Анне Саксе | Рига, ул. Гауяс, 1 56°58′44″ с. ш. 24°08′50″ в. д.                                                                 |             | демонтирован в марте 2023 года, перенесён на склад Союза художников Латвии |
| 36    | Памятная доска Народному поэту Латвийской ССР Райнису | Рига, Латвийский Национальный театр, бул. Кронвалда, 2 56°57′13″ с. ш. 24°06′16″ в. д.                             |             | открыта 11 сентября 1975 года; демонтирована в сентябре 2023 года |
| 37    | Памятные доски Народному артисту СССР А. Ф. Амтману-Бриедиту и Максиму Горькому                                                                                          | Рига, Латвийский Национальный театр, бул. Кронвалда, 2 (со стороны аллеи Столетия) 56°57′13″ с. ш. 24°06′16″ в. д. |             | демонтированы в сентябре 2023 года; также демонтирована доска в честь 20-летия провозлашения Латвийской Республики с упоминанием премьер-министра Карлиса Улманиса                             |
| 38    | Элементы декора | Рига, променад улицы Мукусалас у Каменного моста 56°56′33″ с. ш. 24°05′54″ в. д.                                   |             | перила с изображениями серпов с молотами демонтированы в декабре 2023 года |
| 39    | Памятная доска на доме, из которого в 1941 году лиепайские комсомольцы ручными гранатами уничтожили немецкий танк                                                        | Лиепая, ул. Ригас, 5 56°30′50″ с. ш. 21°00′51″ в. д.                                                               |             | демонтирована в 2022 году |
| 40    | Памятная доска на доме, где в 1935—1936 годах в нелегальной типографии ЦК КПЛ печаталась газета «Циня»                                                                   | Рига, Чиекуркална 1-я линия, 88 56°59′00″ с. ш. 24°10′54″ в. д.                                                    |             | демонтирована 26 июля 2024 года |
| 41    | Памятный камень в честь реконструкции Московского сада | Рига, Латгальский парк 56°56′10″ с. ш. 24°09′01″ в. д.                                                             |             | открыт 29 мая 2004 года; демонтирован в сентябре 2024 года |
| 42    | Памятник на месте гибели генерал-майора вермахта Отто Ланселя | Краслава, ул. Пилс 55°54′05″ с. ш. 27°09′53″ в. д.                                                                 |             | демонтирован в ноябре 2022 года |
| 43    | Постамент памятника дважды Герою Советского Союза Н. Г. Степаняну | Лиепая, ул. Земгалес                                                                                               |             | перевезён в Черняховск, использован для нового памятника Степаняну, открытого 8 июня 2024 года; оригинальный бюст был перевезён в Калининград и открыт в 1995 году                             |
| 44    | Мемориал на воинском братском кладбище | Шкяуне, ул. Миера 56°08′20″ с. ш. 28°00′13″ в. д.                                                                  |             | открыт 2 июля 1978 года (скульптор Олег Скарайнис, архитектор Юрис Паэгле); снесён в 2022 году                                                                                                 |
| 45    | Мемориал воинам 43-й авиаэскадрильи ВВС КБФ | Дурбе, у кладбища Приедиенас 56°35′31″ с. ш. 21°22′19″ в. д.                                                       |             | открыт 21 июня 1981 года; демонтирован в октябре 2022 года, на его месте в сентябре 2023 года устроена автопарковка                                                                            |
| 46    | Памятник М. Б. Барклаю-де-Толли | Рига, Эспланада 56°57′16″ с. ш. 24°06′58″ в. д.                                                                    |             | демонтирован в ночь на 31 октября 2024 года, скульптура возвращена владельцу Е. Гомбергу |
| 47    | Памятник Судрабу Эджусу | Рига, парк Кронвалда 56°57′22″ с. ш. 24°06′18″ в. д.                                                               |             | открыт в 1957 году (скульптор Ояр Силиньш); демонтирован 22 ноября 2024 года |
| 48    | Памятник Анне Саксе | Леясциемс, ул. Аннас Саксес 57°16′44″ с. ш. 26°34′31″ в. д.                                                        |             | открыт в 2014 году; демонтирован осенью 2024 года, скульптура перенесена в культурно-исторический центр, плита передана частному лицу                                                          |
| 49    | Памятник А. П. Керн и памятная плита А. С. Пушкину | Рига, ул. Цитаделес, у церкви Петра и Павла 56°57′18″ с. ш. 24°06′03″ в. д.                                        |             | открыты 8 июля 1990 года (скульпторы Лигита Улмане и Ояр Брегис) и 27 октября 1999 года (скульпторы Мара Калниня и Александр Игнатьев); демонтированы 29 ноября 2024 года                      |
| 50    | Памятник освободителям Марсненского сельсовета 24 сентября 1944 года | Цесисский край, Марсненская волость, у посёлка Старты 57°24′17″ с. ш. 25°30′32″ в. д.                              |             | открыт в 1985 году, был установлен на месте перенесённой братской могилы; демонтирован |
| 51    | Памятник погибшему разведчику, комсоргу Угальской волости Эдуарду Расе                                                                                                   | Вентспилсский край, Угале, у средней школы 57°16′38″ с. ш. 22°00′52″ в. д.                                         |             | открыт 22 июня 1971 года; демонтирован |
| 52    | Мемориальная доска поэту-коммунисту Эрику Дрезиню (Янису Тауриньшу), расстрелянному нацистами                                                                            | Огрский край, Лиелвардская волость, Кайбала 56°41′53″ с. ш. 24°52′39″ в. д.                                        |             | открыта 19 мая 1970 года; демонтирована в 2023 году |
| 53    | Бюст В. И. Ленина | Рига, ул. Цесу, 17, во дворе частного музея В. И. Ленина 56°57′54″ с. ш. 24°08′20″ в. д.                           |             | установлен в 2006 году; демонтирован, сохранился постамент |
| 54    | Мемориальная доска В. С. Пикулю | Рига, ул. Тербатас, 93/95 56°57′38″ с. ш. 24°08′12″ в. д.                                                          |             | открыта 18 октября 2014 года; демонтирована в конце июня 2025 года |
| 55    | Мемориальная доска В. С. Пикулю | Рига, ул. Весетас, 8 56°57′50″ с. ш. 24°07′21″ в. д.                                                               |             | открыта 30 августа 2011 года (художник Висвалдис Сарма) на месте временной, установленной в 2008 году; демонтирована в конце июня 2025 года                                                    |